# Zope (Fisch)
Die Zope oder Spitzpleinzen (Ballerus ballerus) ist ein Karpfenfisch. Andere Namen sind: Schwuppe, Pleinzen, Schwabe, Zoop, Schwopen, Swoop, Spitzer.

## Merkmale
Zopen wachsen recht langsam, mit drei bis vier Jahren sind sie erst 16 cm lang. Ausgewachsen sind sie mit einem Alter von acht bis elf Jahren etwa 25 bis 35 cm lang, maximal erreichen sie 45 cm. Ihr Gewicht beträgt 300 bis 600 g, maximal 1500 g. Sie haben einen hochrückigen, seitlich abgeflachten Körperbau. Von den Brachsen kann man sie an der sehr langen, über 30-strahligen Afterflosse unterscheiden. Das Maul ist endständig und die Maulspalte eng. Sie haben eine schmutzig-weiße Körperfarbe mit einer orangefarbenen Kehle, der Rücken ist dunkelgrün oder dunkelblau mit einem metallischen Glanz. Die Brust- und Bauchflossen sind gelblich mit dunklen Ecken, die anderen Flossen sind schmutzig-weiß, alle Flossen haben einen grauen Rand.

Die Zopen haben eine Lebenserwartung von etwa 18 Jahren.

## Vorkommen
Zopen sind hauptsächlich an den Unterläufen der Weser und Elbe, in der Donau sowie an Zuflüssen zur Ost- und Nordsee zu finden. Man kann sie auch in Seen und Teichen entdecken. In Russland ist seit den letzten Jahren ein Zuwachs an Zopen verzeichnet worden.

## Ernährung
Zopen ernähren sich hauptsächlich von Insektenlarven, Würmern und  Kleinkrebsen. Anders als andere Brassen fressen sie gern Krustentiere der Gattungen Cyclops und Daphnia.

## Fortpflanzung
Die Laichzeit dauert von April bis Mai. Der Laich von gewöhnlich 15.000 bis 25.000, manchmal auch bis zu 100.000 Eiern wird im Uferbereich von Seen oder Sümpfen an in einer Strömung stehende Pflanzenteile geheftet, danach verlassen die Zopen die Uferregion wieder. Bei einer Wassertemperatur von 15 °C schlüpfen die Larven nach etwa zwölf Tagen. Die Männchen werden mit drei, die Weibchen mit vier Jahren geschlechtsreif.

## Ökonomie
In der Wolga-Region werden die Zopen in der Laichzeit gefangen. Als Speisefisch kann man sie getrocknet und gesalzen erwerben. Ansonsten sind sie ökonomisch uninteressant.